# 영북도서관
영북도서관은 경기도 포천시 소재의 시립 도서관이다.

## 연혁
- 2013년 9월 12일 개관.

## 시설현황
- 2층: 종합자료실, 디지털자료실, 학습실, 휴게실
- 1층: 어린이자료실, 세미나실, 독서토론실

## 이용 안내
이용 시간
- 어린이자료실: 매일 09:00 ~ 18:00
- 종합자료실: 평일 09:00 ~ 20:00 / 주말 09:00 ~ 18:00
- 디지털자료실: 평일 09:00 ~ 20:00 / 주말 09:00 ~ 18:00
- 학습실: 매일 09:00 ~ 24:00

휴관일
- 1월 1일, 설날·추석연휴, 매주 금요일